# 三重野瞳
三重野瞳（日语：／ Mieno Hitomi，1977年12月21日—），日本福冈县出身的女性歌手、作詞家、廣播節目主持人、節目作家、編劇，以「赤尾凸（日语：／ Akao Deko）」為名擔任動畫製作相關職務。

## 交友關係
- 與聲優水野愛日、坂本真綾、是好朋友。
- 與岩田光央、愛河里花子夫婦關係頗深。

## 歌詞提供
- 伊藤實華「Just」
- 岩田光央&鈴村健一「Hi-route」
- 柿島伸次「MEMORY」「Growing up!!」
- 門脇舞以&澤城美雪
- 澤城美雪
- C-DRIVE「Brand-New Marmaid」
- JAM Project「NOTE」
- SeYUN「Everlasting Love」
- 新谷良子
- 諏訪部順一「Eden of necessity」
- 高橋美佳子
- 田中理惠「Breathe」
- 千葉紗子&西村千奈美
- 「shift」
- 豐口惠「First Love」
- 野川櫻
- 能登麻美子
- 葉菜「Shell」「half pain」
- 冰上恭子
- 福山芳樹
- 水野愛日
- 森田成一「Pale repetition」
- 宮野真守「Soup」「箱空」
- 神谷浩史「elephant」

## 演出

### 遊戲
- （花咲夢緒）

## 系列構成
- 荒川爆笑團（2010年）
- 星光少女 極光之夢（2011年）
- 星光少女 美夢成真（2012年）
- 謎樣女友X（2012年）
- 蒼翼默示錄（2013年）
- 眼鏡部！（2013年）
- 流浪神差（2014年）
- 星光少女 群星閃耀（2014年）
- 干支魂（2015年）
- 赤髮白雪姬（2015年）
- 流浪神差 ARAGOTO（2015年）
- 飛翔的魔女（2016年）
- 烏菈菈迷路帖（2017年）
- 假面Noise（2017年）
- 音樂少女（2018年）
- 同居人是貓（2019年）
- 普通攻擊是全體二連擊，這樣的媽媽你喜歡嗎？（2019年）
- 超人高中生們即便在異世界也能從容生存！（2019年）
- 刺客守則（2019年）
- 神推偶像登上武道馆我就死而无憾（2020年）
- 好比是最终迷宫前的少年到新手村生活一般的故事（2021年）
- 刮掉鬍子的我與撿到的女高中生（2021年）
- 異世界迷宮黑心企業（2021年）
- 偵探已死（2021年）
- 瓦尼塔斯的手札（2021年）
- 古見同學有交流障礙症（2021年）
- 社畜想被幼女幽靈療癒。（2022年）
- 繼母的拖油瓶是我的前女友（2022年）
- 就算這樣，“步”還是靠了過來（2022年）
- 絆之Allele（2023年）
- 帶著智慧型手機闖蕩異世界。第2季（2023年）
- 堤亞穆帝國物語～從斷頭台開始，公主重生後的逆轉人生～（2023年）
- 狩龍人拉格納（2023年）
- 成為悲劇元凶的最強異端，最後頭目女王為了人民犧牲奉獻（2023年）
- 身為VTuber的我因為忘記關台而成了傳說（2024年）
- 女僕冥土小姐（2024年）
- 使人誤解的工房主～關於原英雄隊伍的雜役人員，實際上除了戰鬥能力外全是SSS的故事～（2025年）
- 歡迎光臨流放者食堂！（2025年）

## 編劇

### 電視動畫
- らいむいろ流奇譚X CROSS 〜恋、教ヘテクダサイ。〜（2003年）
- 地獄少女 三鼎（2008年，第8‧18話）
- FRESH光之美少女！（2009年，第11‧18‧24‧29‧37‧40‧46‧50話）
- 戀愛班長（2009年，第4·10‧16‧21‧25‧27‧36‧41‧47話）
- 夏日風暴！（2009年，第10‧11話）
- 夏日風暴！〜春夏冬中〜（2009年，第4-7‧11話）
- 機巧魔神 第一、二期（2009年，第5-6‧8‧11-12‧14-17‧19‧24-26話）
- 變研會（2011年，第6-7‧10-11話）
- 鄰座的怪同學（2012年，第3話）
- 蒼翼默示錄（2013年，第1-3‧8‧11-12話）
- 眼鏡部！（2013年，第1-2‧6‧12話）
- 銀魂°（2015年，第266–267‧273‧286–289話）
- 機甲少女Frame Arms Girl（2017年，1-2話）
- 獨佔我的英雄（2017年，第3話）
- 和風喫茶鹿楓堂（2018年）
- 三次元女友（2018年）
- 去參加聯誼，卻發現完全沒有女生在場（2024年）

### 劇場版
- 劇場版 魔法老師！ ANIME FINAL（2011年）
- 劇場版機甲少女 Frame Arms Girl（2019年）

## 書籍
- 三重野本（主婦之友社）

## 外部連結
- HITOMI MIENO 三重野瞳 OFFICIAL WEB（页面存档备份，存于） （日語）－三重野瞳的官方個人網站。
- （日語）－三重野瞳的官方個人部落格。